# サイレント・パートナー
『サイレント・パートナー』（The Silent Partner）は、1978年に製作されたサスペンス映画である。

## 概要
カナダ出身のダリル・デュークがメガホンを取った本作は、真面目な銀行員がほんの出来心で起こした強盗からの横領が予期せぬ方向へ展開していくサスペンス映画である。真面目な銀行員には『M★A★S★H マッシュ』などで知られるエリオット・グールドが演じており、凶暴かつ変質的なクセのある強盗はクリストファー・プラマーが演じている。それまでのプラマーは『サウンド・オブ・ミュージック』のトラップ大佐をはじめとするドラマ映画などで活躍していたが、本作では一転し、冷血な強盗犯を演じきった。脚本は後に『L.A.コンフィデンシャル』や『8 Mile』の監督として知られることになるカーティス・ハンソンが参加している。また、コメディ俳優として知られるジョン・キャンディも主人公の同僚銀行員役で出演している。

## あらすじ
トロントのショッピングモールのテナントで営業する都市銀行に勤める銀行員、マイルズ・カレン（エリオット・グールド）。まじめな性格の彼はある日、何げなく手に取った小切手の写しに書かれたメモを見たことから、何者かがその銀行を強盗する計画を知る。更にその筆跡の「G」の書き方が特徴的だったことから、同じ特徴の「G」が書かれたサンタクロースの看板を見て、強盗を計画する犯人がサンタクロースのハリー（クリストファー・プラマー）であると確信した。しかしカレンは警察に通報することなく、その計画を逆手にとって4万ドル近い大金をハリーからかすめ取ってしまった。すぐさまその直後に強盗事件がテレビで報道され、カレンは世間から英雄的な扱いで報道される。一方で、自分が強奪した金額とテレビインタビューでカレンが言う被害金額に合わないことに気づいたハリーは、カレンへの執拗な脅迫電話を開始。かすめとったお金をすぐに戻さないと命はないというハリーの脅迫電話に、カレンも徐々に追い詰められていく。

## キャスト
| 役名                       | 俳優                     | 日本語吹替                           |
| 役名                       | 俳優                     | フジテレビ版                         |
| -------------------------- | ------------------------ | ------------------------------------ |
| マイルズ・カレン           | エリオット・グールド     | 屋良有作                             |
| ジュリー・カーパー         | スザンナ・ヨーク         | 小原乃梨子                           |
| ハリー・レイクル           | クリストファー・プラマー | 小林清志                             |
| エレイン                   | セリーヌ・ロメス         | 宗形智子                             |
| チャールズ・パッカード店長 | マイケル・カービー       | 石森達幸                             |
| ウィラード警部             | ケン・ポーグ             | 真木恭介                             |
| サイモン                   | ジョン・キャンディ       | 玄田哲章                             |
| 警備員フランク             | ショーン・サリバン       | 大久保正信                           |
| 不明 その他                |                          | 田中康郎 巴菁子                      |
|                            |                          |                                      |
| 演出                       | 演出                     | 春日正伸                             |
| 翻訳                       | 翻訳                     | 入江敦子                             |
| 効果                       | 効果                     | PAG                                  |
| 調整                       | 調整                     | 相原正之                             |
| 制作                       | 制作                     | テレキスジャパン                     |
| 解説                       | 解説                     | 高島忠夫                             |
| 初回放送                   | 初回放送                 | 1983年1月29日 『ゴールデン洋画劇場』 |